# Smoleń (Choszczno)
Smoleń (deutsch Karlsburg) ist ein Dorf in der  Gmina Choszczno der polnischen Woiwodschaft Westpommern. Der Ort ist Sitz eines Schulzenamtes zu welchem das Dorf Baczyn gehört.
Der Ort liegt in der Neumark,  etwa 5 Kilometer östlich  der Stadt Choszczno (Arnswalde) und 81 Kilometer östlich der regionalen Metropole Stettin (Szczecin).
Das Dorf wurde nach Ende des Zweiten Weltkriegs unter polnische Verwaltung gestellt.
Smoleń war bis 1991 Haltepunkt der Bahnstrecke Grzmiąca–Kostrzyn.

## Persönlichkeiten
- Ludwig Saxer (1869–1957), der deutsche Marineoffizier, zuletzt Konteradmiral der Reichsmarine wurde am 26. November 1869 im damaligen deutschen Karlsburg geboren.